# John Atkinson Grimshaw
John Atkinson Grimshaw (Leeds, 6 september 1836 – aldaar, 13 oktober 1893) was een Engels kunstschilder.

## Leven en werk
Grimshaw was de zoon van een politieagent. Hij kreeg geen enkele kunstopleiding en leerde zichzelf schilderen aan de hand van voorbeelden. In 1861 gaf hij, tot ongenoegen van zijn ouders, zijn baan als spoorwegbeambte op om zich aan het schilderen te wijden. Al snel had hij echter succes, vooral met landschappen en stillevens, en bleek hij in staat meer dan in zijn levensonderhoud te voorzien.
Grimshaw exposeerde aanvankelijk voornamelijk in Leeds, maar vanaf medio jaren zestig kreeg hij ook uitnodigingen uit Londen en exposeerde hij onder andere bij de Royal Academy of Arts. Zijn grootste roem verwierf hij vanaf 1870, als hij ook regelmatig in Londen gaat werken, vooral met zijn stads- en havengezichten, vaak nachtscènes, met steeds duidelijk herkenbare seizoensinvloeden. Ook schilderde hij portretten, interieurs, werken met klassiek Griekse en Romeinse thema’s en literaire onderwerpen, bijvoorbeeld bij werk van Longfellow en Tennyson (Elaine, the Lady of Shalott). Zijn werk heeft een duidelijke Prerafaëlitische inslag, welke hij echter omwerkte naar een geheel eigen stijl.
Grimshaw had in zijn tijd commercieel gezien veel succes met zijn schilderwerk, kocht in de jaren zeventig een grote villa in Leeds en kon zich een tweede huis in Londen veroorloven. Hij kreeg vijftien kinderen van wie er zes een volwassen leeftijd bereikten. Twee zonen, Arthur en Louis, werden eveneens kunstschilder. Grimshaw overleed in 1893 aan tuberculose.
In zijn tijd was het werk van Atkinson Grimshaw omstreden, omdat hij niet rechtstreeks vanaf voorbeelden uit de natuur schilderde maar voornamelijk gebruik maakte van foto's. Volgens zijn necrologie vonden toenmalige kunstenaars dat het twijfelachtig was of zijn werk wel kon worden geaccepteerd als 'echte' schilderijen.

## Galerij

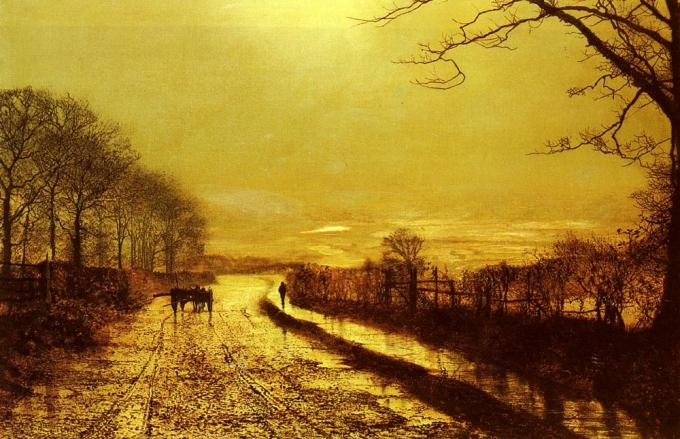
Wharfedale (1872)
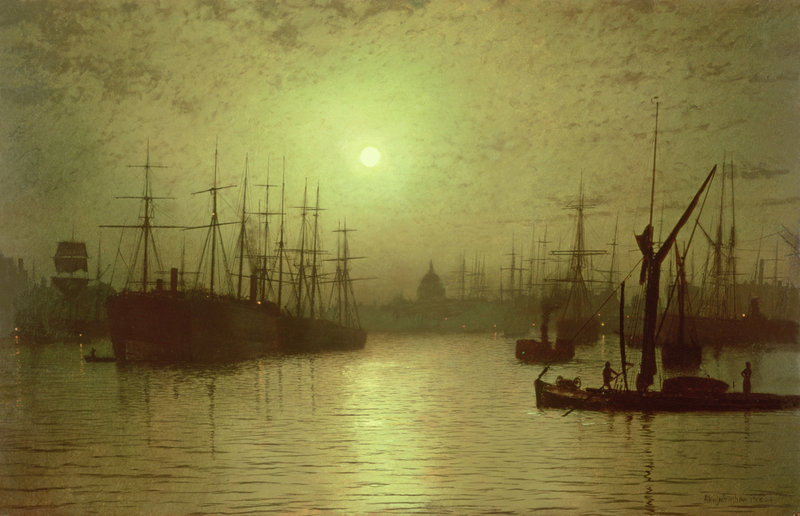
Nightfall down the Thames (1880)
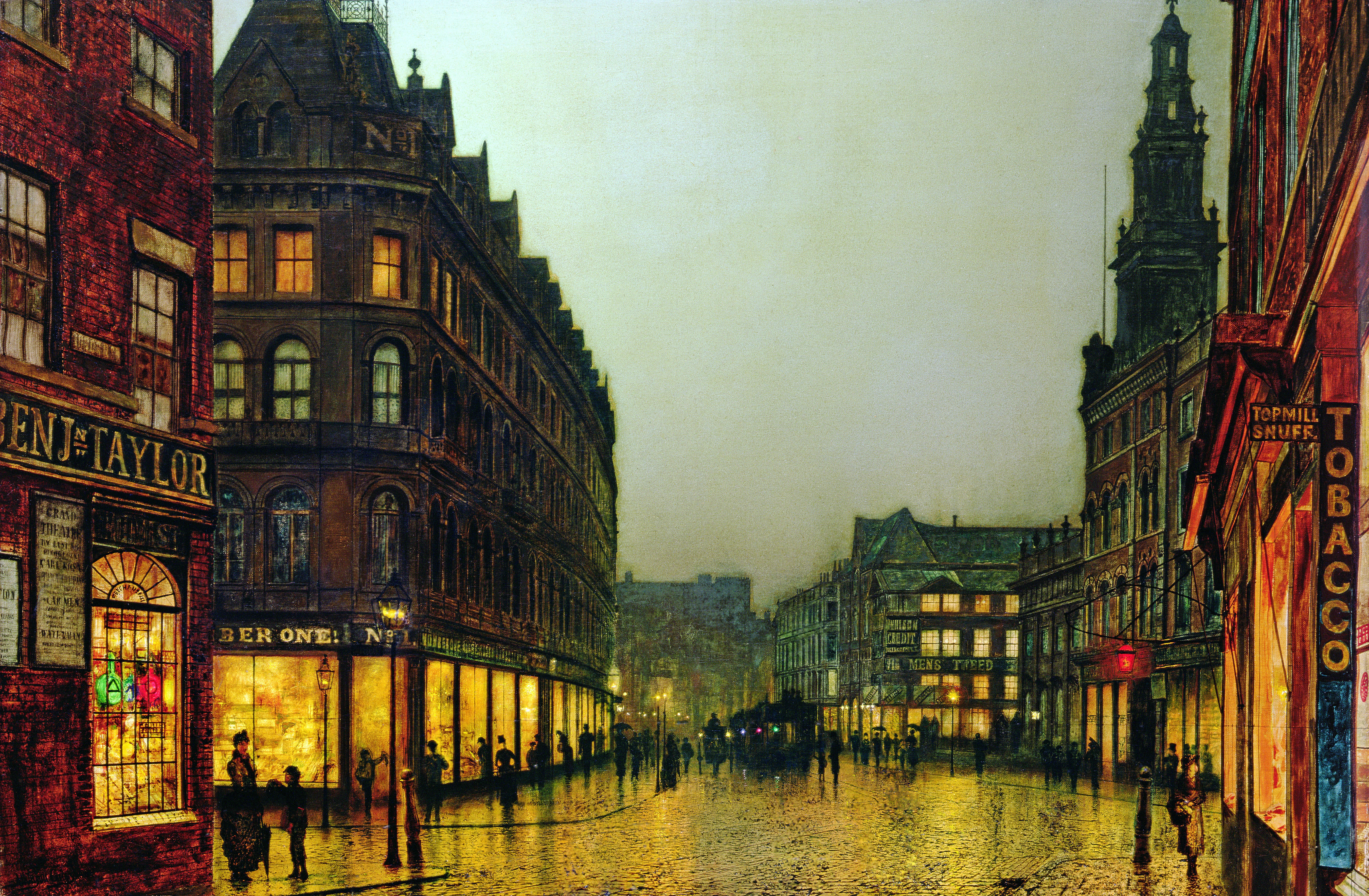
Boar Lane, Leeds (1881)
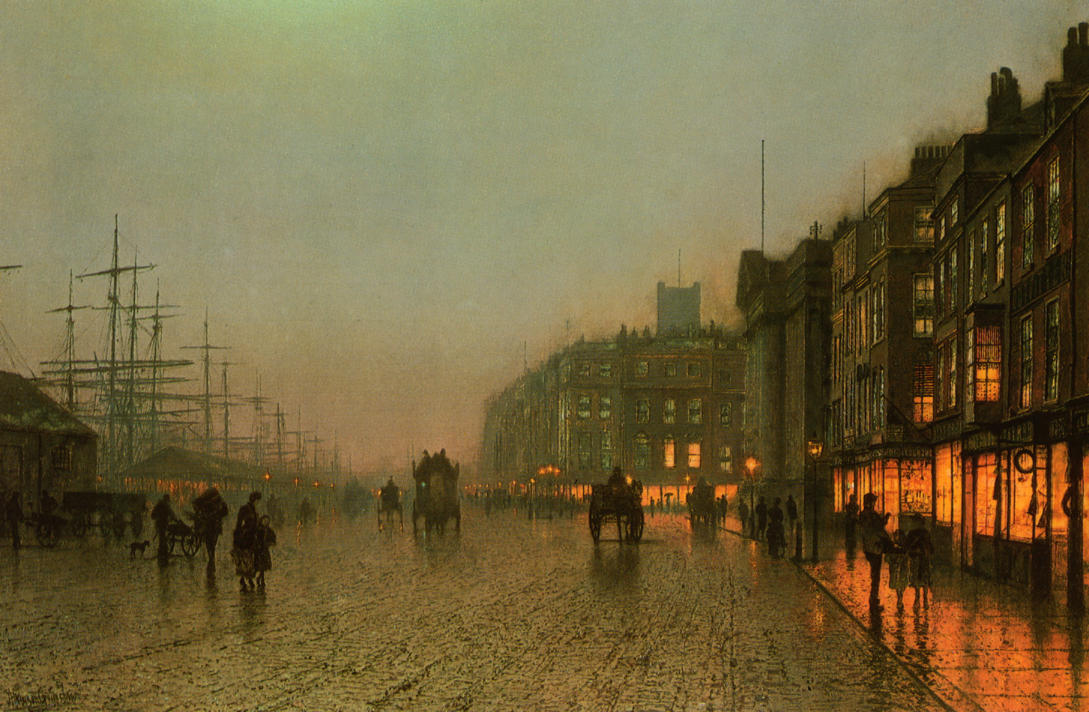
Liverpool from Wapping (1875)
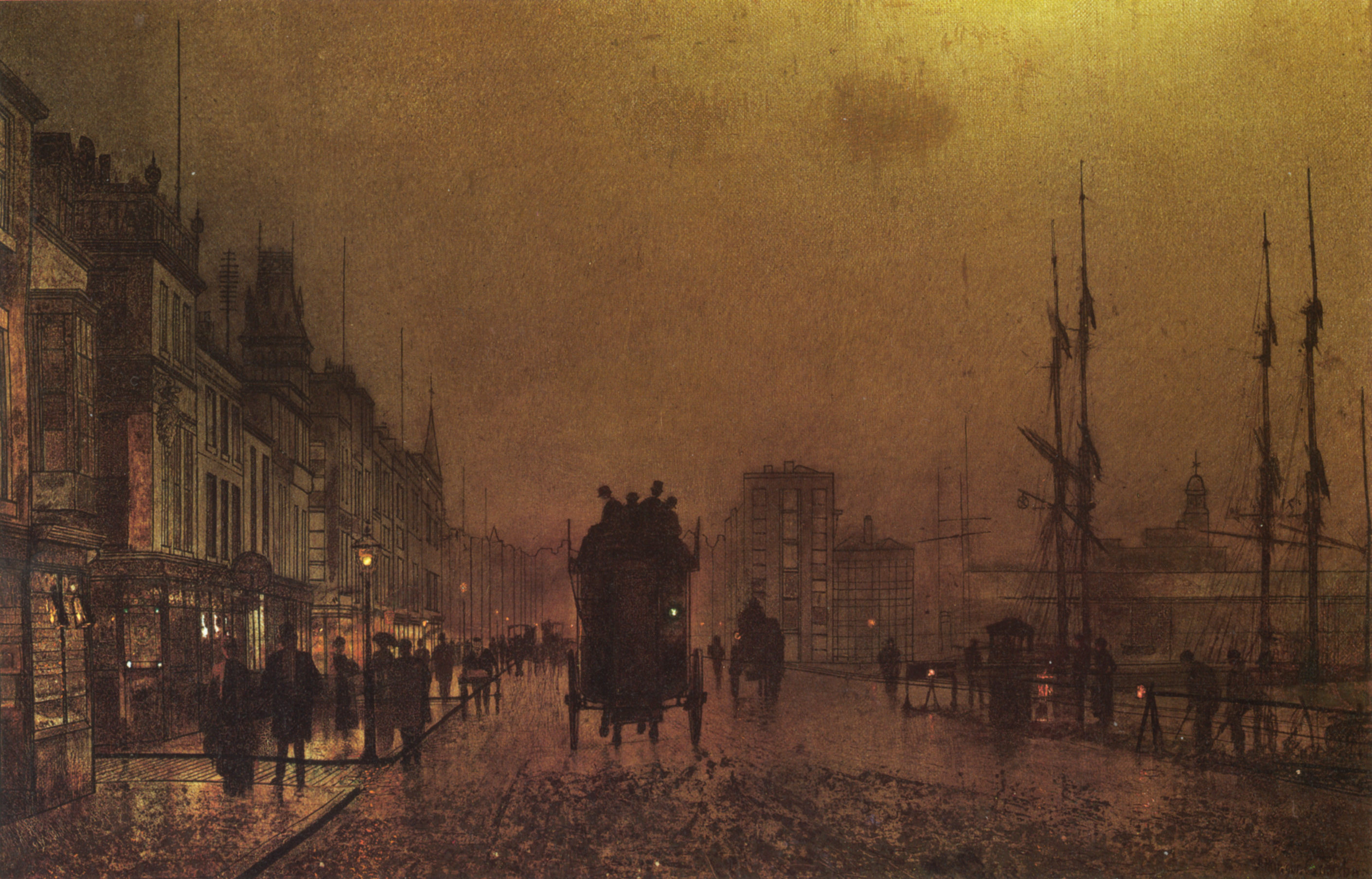
Glasgow Docks
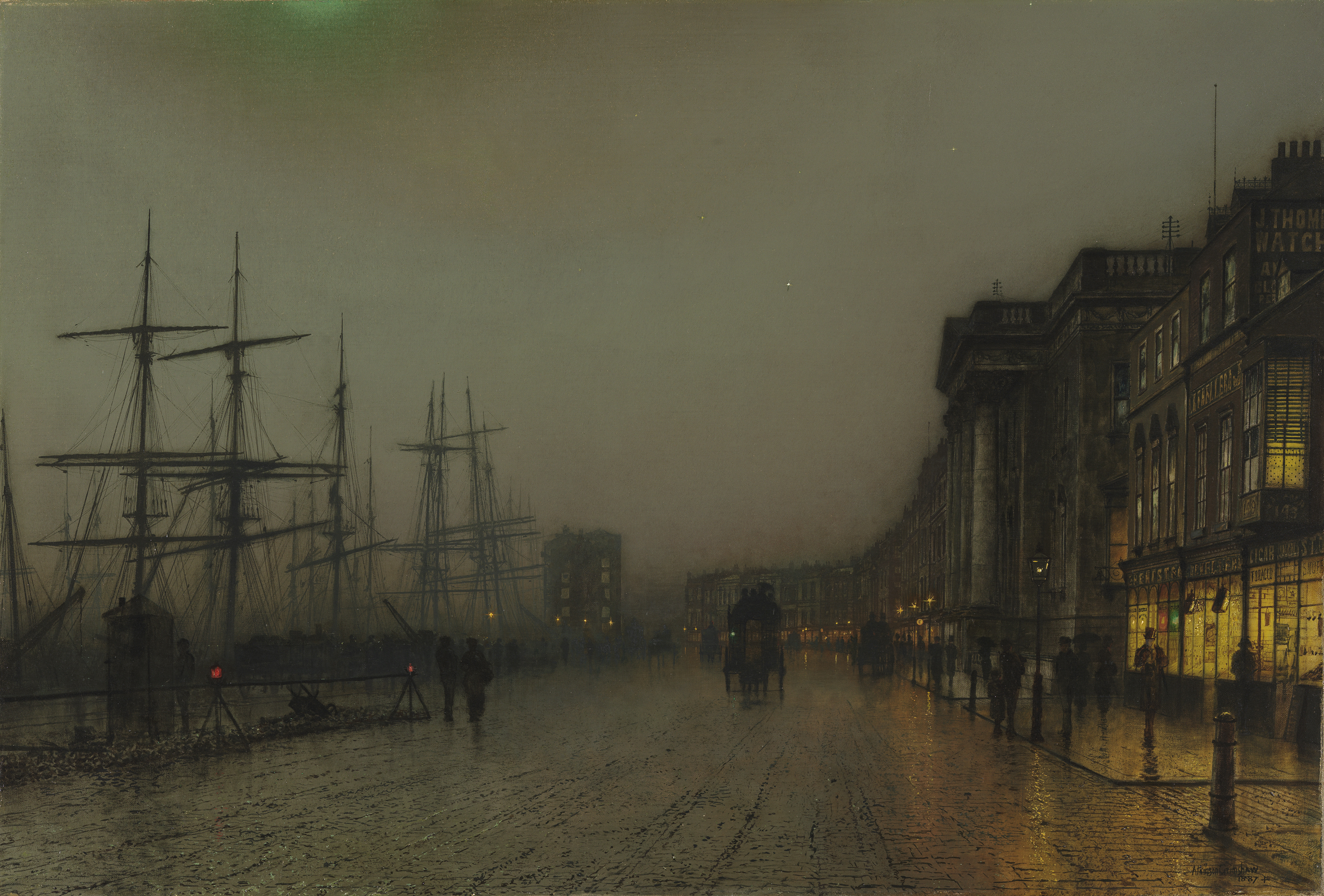
Canny Glasgow (1887)
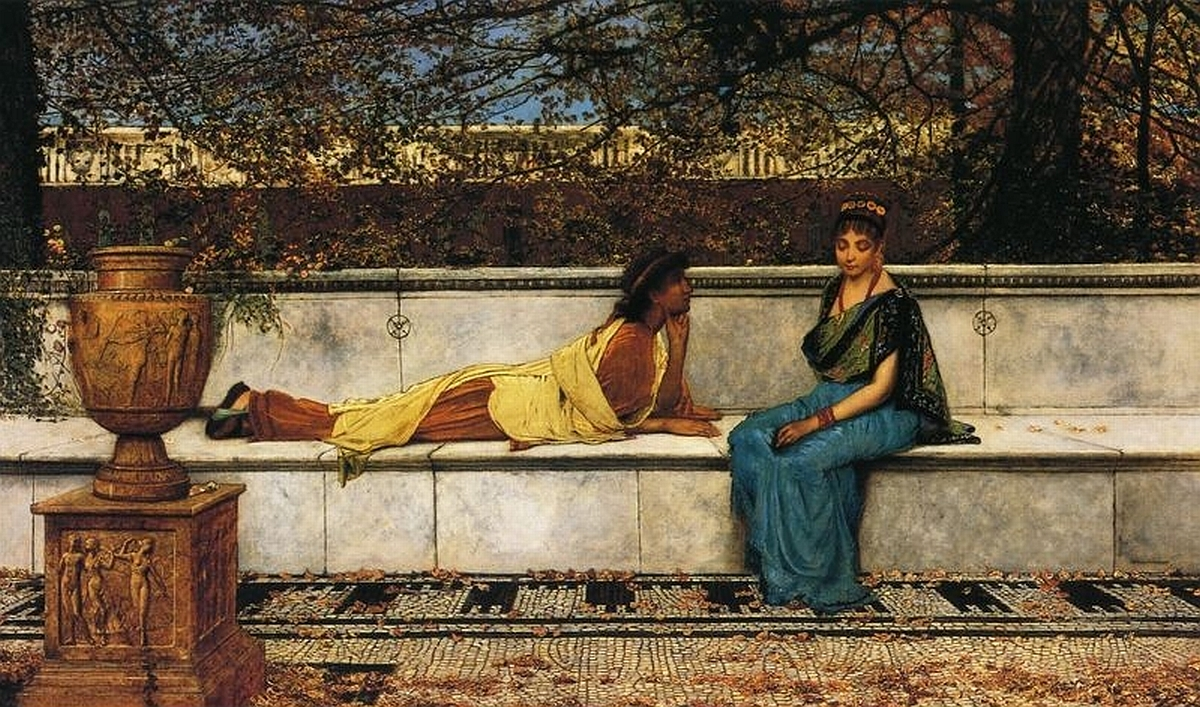
2000 years ago, 1878
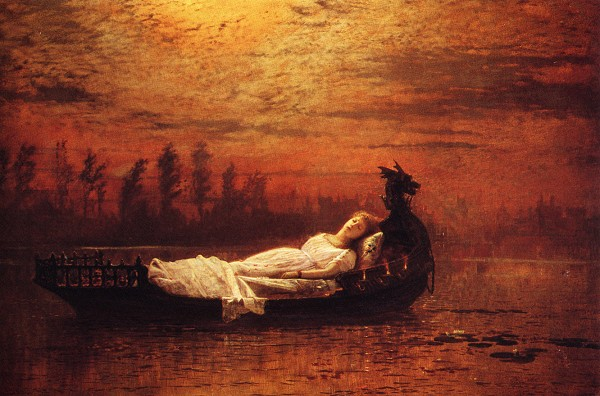
Elaine, the Lady of Shalott
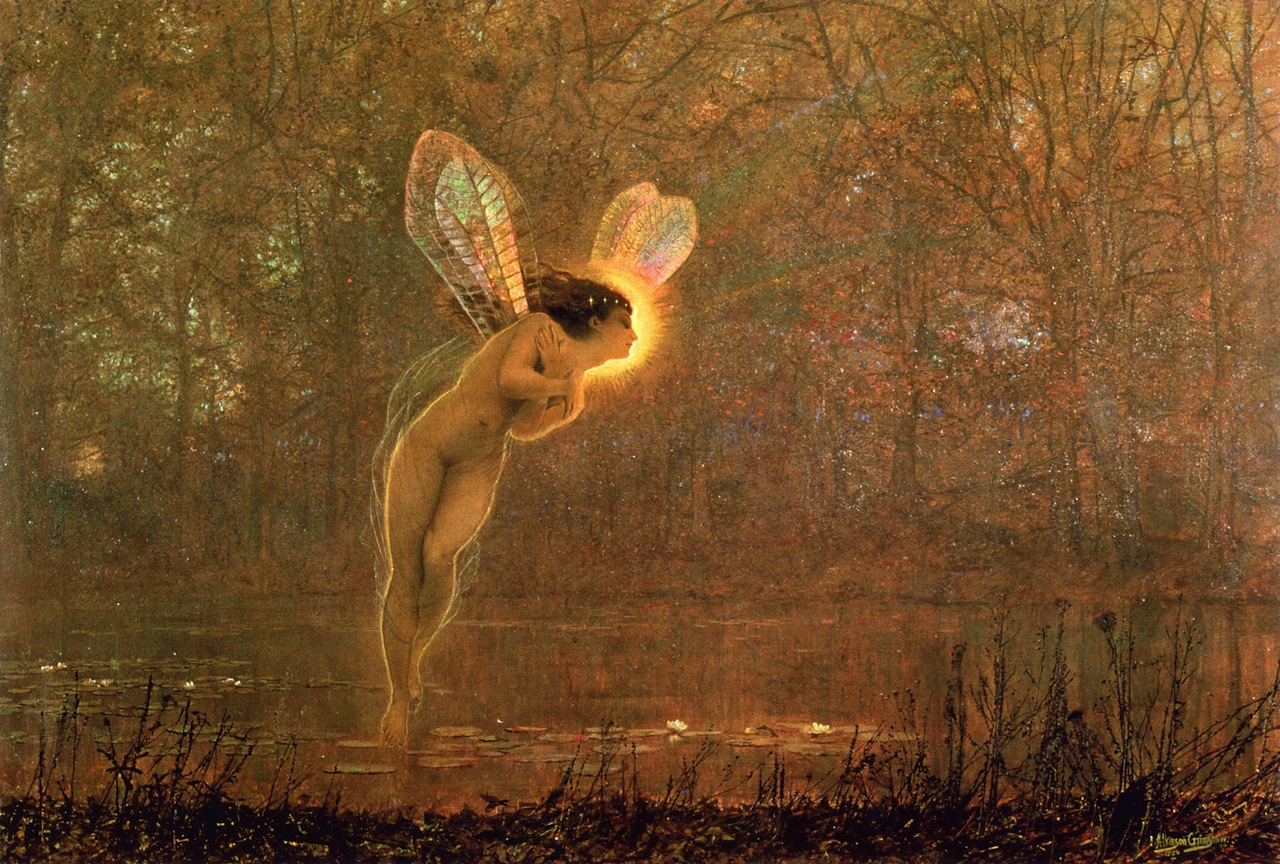
Iris (1886)
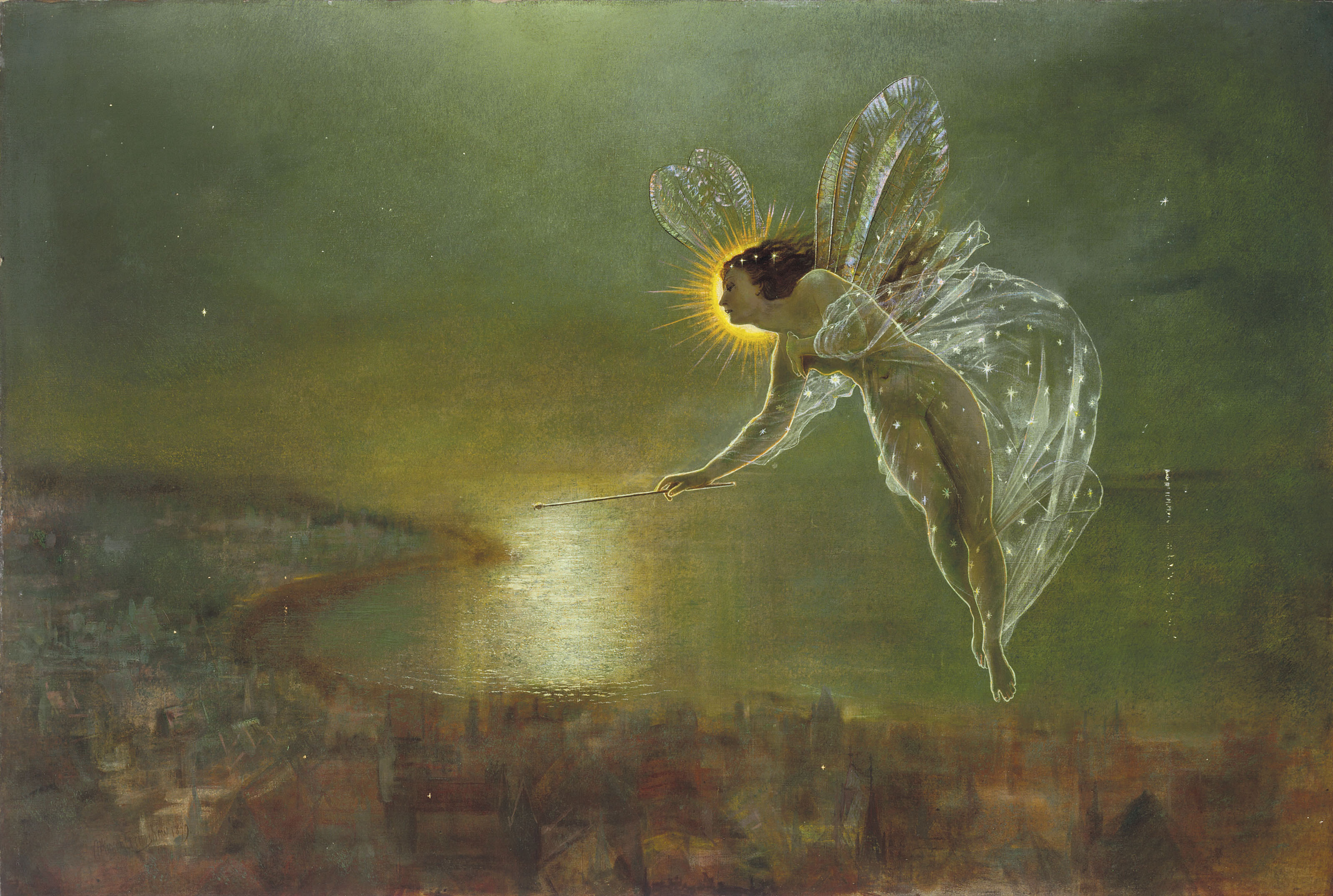
Spirit of the Night (1879)